# Strobilops texasianus
Strobilops texasianus är en snäckart som beskrevs av Henry Augustus Pilsbry och James Henry Ferriss 1906. Strobilops texasianus ingår i släktet Strobilops och familjen Strobilopsidae. Inga underarter finns listade i Catalogue of Life.